# László Béla (oktató)
László Béla (Hanva, 1940. július 4. –) matematikus, egyetemi tanár. A matematikai tudomány kandidátusa (1979).

## Életpályája
Az általános iskolát szülővárosában és Rimaszécsen végezte el. 1954–1957 között a Tornaljai Magyar Tannyelvű Gimnázium tanulója volt. A gimnázium után a Pozsonyi Pedagógiai Főiskola Természettudományi Karán tanult; 1961-ben matematika-ábrázoló geometria szakos diplomát szerzett. Már az egyetemi évei alatt tanársegéd volt az Ábrázoló Geometria Tanszéken és a Szlovák Műszaki Egyetem Építészeti Karán. 1955-től a CSEMADOK tagja. 1957-től a Csehszlovákiai Sportszövetség tagja. 1963-ban a Nyitrai Pedagógiai Főiskolába került mint tanársegéd, 1980-tól adjunktus, 1981-től docens, 2002-től professzor lett. 1973-ban megvédte egyetemi doktori értekezését a pozsonyi Comenius Egyetem Természettudományi Karán. 1979-ben a pozsonyi Comenius Egyetemen kandidátusi fokozatot szerzett. 1980-ban a Nyitrai Pedagógiai Főiskolán habilitált. 1982–1987 között a CSEMADOK nyitrai szervezetének elnöke volt. 2002-ben a nyitrai Konstantin Filozófus Egyetemen egyetemi tanárrá nevezték ki. 2004–2008 között a nyitrai Konstantin Filozófus Egyetem Közép-európai Tanulmányok Karának első dékánja volt.

### Munkássága
Több mint 60 szakdolgozatot, több mint 20 egyéb jellegű munkát és 6 doktori, kandidátusi munkát vezetett. A rendszerváltozás után az újonnan alakuló magyar tagozat dékánhelyettese, majd a magyar szekció tanácsának elnöke, tanszékvezetője volt. Tagja a Szlovákiai Matematikusok Társaságának, a Magyar Tudományos Akadémia köztestületének, a Magyar Professzorok Világtanácsának és a Katedra Társaságnak. Kutatási területe a számelmélet és a matematika oktatásának módszertana. Szlovákiai magyar és magyarországi folyóiratokban, kiadványokban pedagógiatörténeti cikkeket és dolgozatokat is publikál.

## Családja
Szülei: László István földműves és Dávid Júlia voltak. Felesége, Sztollár Mária főiskolai adjunktus.

## Művei
- On some problems in the elementary theory of numbers (1975)
- On some problems concerning perfect numbers of the second type (1980)
- One property of the functions λ. (1983)
- A (cseh)szlovákiai oktatásügy szerkezete, valamint közigazgatási és jogi keretei 1945 után (In: A (cseh)szlovákiai magyar művelődés története II., 1998.)

## Díjai
- a Konstantin Filozófus Egyetem ezüst plakettje (2006)
- a Magyar Tudományos Akadémia Arany János-emlékérme (2008)
- A Magyar Érdemrend tisztikeresztje (2012)
- Rektori Életműdíj (2015)[3]